# Максхите-Хајдхоф
Максхите-Хајдхоф (њем. Maxhütte-Haidhof) град је у њемачкој савезној држави Баварска. Једно је од 33 општинска средишта округа Швандорф. Према процјени из 2010. у граду је живјело 10.474 становника. Посједује регионалну шифру (AGS) 9376141.

## Географски и демографски подаци
Максхите-Хајдхоф се налази у савезној држави Баварска у округу Швандорф. Град се налази на надморској висини од 416 метара. Површина општине износи 34,7 km². У самом граду је, према процјени из 2010. године, живјело 10.474 становника. Просјечна густина становништва износи 302 становника/km².